# Andersen-Nacktrückenflughund
Der Andersen-Nacktrückenflughund (Dobsonia anderseni) ist ein Flughund aus der Gattung der Nacktrückenflughunde (Dobsonia). Er kommt auf dem Bismarck-Archipel und auf den Admiralitätsinseln vor. Das Artepitheton ehrt den dänischen Zoologen Knud Christian Andersen (1867–1918).

## Merkmale
Größe und Gewichte liegen von fünf Männchen und drei Weibchen vor, die auf der Insel Manus gesammelt wurden und sich heute im Australian Museum befinden. Die Kopf-Rumpf-Länge beträgt bei den Männchen 153,0 bis 187,5 mm, die Schwanzlänge 27,4 bis 32,0 mm, die Unterarmlänge 127,2 bis 131,4 mm, die Schienbeinlänge 59,5 bis 61,4 mm, die Ohrenlänge 26,9 bis 28,5 mm und das Gewicht 248 bis 258 g. Die Weibchen sind kleiner. Bei ihnen beträgt die Kopf-Rumpf-Länge 131,8 bis 136,0 mm, die Schwanzlänge 22,2 bis 40,0 mm, die Unterarmlänge 113,6 bis 122,0 mm, die Schienbeinlänge 49,3 bis 56,2 mm, die Ohrenlänge 22,0 bis 25,6 mm und das Gewicht 135 bis 197 g. Das Fell ist sehr dunkel. Der Kopf ist schwarzbraun, fast schwarz. Der Mantel ist dunkelbraun. Die Unterseite ist sepiafarben mit einer dunkel ockerfarbenen Verwaschung an der Unterbauchmitte.

## Vorkommen
Das Verbreitungsgebiet des Andersen-Nacktrückenflughunds erstreckt sich auf die Inseln Bagabag, Boang, Dyaul, Emirau, Karkar, Lihir, Manus, Mussau, Neubritannien, Neuirland, Sakar, Tabar, Tolokiwa und Umboi.

## Lebensweise
In den Schlafhöhlen bildet der Andersen-Nacktrückenflughund große Kolonien. Während des Fluges produzieren sie ein pok-pok-pok-Geräusch. Paarungsbereite Individuen wurden zwischen Juni und August beobachtet. Milchgebende Weibchen, die häufig außerhalb der Höhlen mit Japannetzen gefangen wurden, trugen nie Junge bei sich, während Weibchen, die in Höhlen gefangen wurden, Jungtiere bei sich hatten. Wahrscheinlich verlassen die Weibchen die Jungtiere am Schlafplatz während sie auf Nahrungssuche gehen und tragen sie mit sich, wenn sie am Schlafplatz gestört werden.

## Systematik
Der taxonomische Status des Andersen-Nacktrückenflughunds ist umstritten. Während Wim Bergmans und Sukaeri Sarbini (1975, 1979 und 1985) von einem Artstatus ausgehen, ist Karl F. Koopman (1982) der Ansicht, dass der Andersen-Nacktrückenflughund eine Unterart der Molukken-Nacktrückenflughunds (Dobsonia moluccensis) repräsentiert.

## Weblink
- Dobsonia anderseni in der Roten Liste gefährdeter Arten der IUCN 2013.2. Eingestellt von: Helgen, K., Allison, A., Bonaccorso, F. & Hamilton, S., 2008. Abgerufen am 28. Dezember 2013.